# Zitronenherzen (Film)
Zitronenherzen ist ein deutsch-österreichischer Fernsehfilm aus dem Jahr 2024 von Regisseur Jan Haering nach einem Drehbuch von Michael Bohnenstingl und Isabelle Caps-Kuhn (Bearbeitung Christiane Rousseau) mit Paula Kalenberg, Leslie Malton, Langston Uibel und Diana Amft.

## Handlung
Carla und ihr Freund und Kameramann Paolo werden von deren Chefin Ritter beauftragt, einen Weihnachtsbeitrag über die Autorin Marlene von Osterburken für Berlin Brandenburg TV zu erstellen. Bei dieser handelt es sich um Carlas Mutter, die unter Pseudonym Groschenromane über die Alpenbäckerin Lilia LeClerk veröffentlicht und zu der Carla kaum Kontakt hat. Marlene bereitet sich vor dem Weihnachtsfest auf eine Lesung vor.
Lilia hatte im letzten Roman einen Unfall, weil sie das Dorf vor dem bösen Max Meierhoff retten wollte. Vom kleinen Anton erhält sie einen Brief, der sie über eine Erbschaft ihrer Großtante informiert, mit der sie das Dorf retten könnte. Als Bedingung muss sie heiraten, bevor Weihnachten vorbei ist. Carla wirft ihrer Mutter Kitsch, Flucht in eine Traumwelt sowie ein veraltetes Frauenbild vor. Marlene entgegnet, dass ihre Arbeit unter anderem das Studium von Carla finanziert hat.
An Heiligabend wird Carla in die Geschichte ihrer Mutter hineingezogen und sie findet sich nicht mehr in Berlin, sondern im Bergdorf Glocksberg als Lilia LeClerk. Dort trifft sie auf Dorfhelferin Greta und Landarzt Humbold, die sie nach einem Sturz versorgen. Carla glaubt zunächst an einen schlechten Scherz und möchte sich nicht in die Rolle fügen, die ihre Mutter für Lilia vorgesehen hat, inklusive romantischem Happy End und arrangierter Hochzeit.
Mit Hilfe ihrer neuen Freundin Greta beginnt Carla, die Handlung durcheinanderzubringen. Nachdem Lilia die anderen Einwohner bereits erfolgreich verkuppelt hat, kommt für sie nur noch der entfernt lebende Einsiedler als Partner in Frage. Der hat allerdings kein Interesse an ihr, dem Dorf und dessen Einwohner. Während einer Taxifahrt und einem Gespräch mit dem Taxifahrer Gregor schreibt Marlene den Roman um, sodass der Einsiedler nun doch heiraten möchte. Zur Feier werden von Lilia an die Gäste Zitronenherzen verteilt. Marlenes Verleger drängt sie, die Reihe endlich zu Ende zu bringen.
Max Meierhoff möchte anstelle des Dorfes ein riesiges Anwesen bauen. Vor dem Altar gesteht Lilia, nur des Erbes wegen zu heiraten, um damit das Dorf zu retten. Der Einsiedler meint darauf, dass er sie nicht heiraten kann, weil sie nicht zueinander passen und lässt sie vor dem Altar stehen.
Während Carla in Erinnerungen an ihre Kindheit schwelgt, tippt Marlene Happy End in ihre Schreibmaschine und beginnt mit der Weihnachtslesung, sodass sich Carla wieder in Berlin befindet. Während der Lesung greift Carla in diese ein. Gemeinsam bringen Carla und Marlene die Geschichte zu einem positiven Abschluss, indem sie Max Meierhoff sich mit seinem Bruder, dem Einsiedler aussöhnen lassen, sodass er Glocksberg nicht mehr zerstören möchte. Nachdem die Lesung großen Anklang bei den Zuhörern findet, möchte der Verleger über eine Fortsetzung sprechen. Zwischen Carla und ihrer Mutter kommt es ebenfalls zur Aussöhnung, Gregor und Marlene sowie Carla und Paolo feiern Weihnachten gemeinsam.

## Produktion und Hintergrund
Die Dreharbeiten fanden vom 6. Februar bis zum 6. März 2024 in Berlin, Tirol, Wien und Niederösterreich statt. Drehorte waren unter anderem die Pfarrkirche Wolfsgraben in Wolfsgraben sowie Ginzling.
Produziert wurde der Film von der deutschen Narrative Way (Produzenten Friedemann Goez und Jörg Balzer) in Zusammenarbeit mit der österreichischen Lemonpie Film (Produzenten Gregor Schmalix und Stefan Vogel-Rosenberg) im Auftrag des ZDF. Unterstützt wurde die Produktion von FISA+ und der Cine Tirol Film Commission.
Die Kamera führte Lukas Steinbach, die Musik schrieb Martina Eisenreich und wurde vom Deutschen Filmorchester Babelsberg eingespielt, die Montage verantwortete Katja Beck und das Casting Karimah El-Giamal. Das Kostümbild gestaltete Marlene Auer-Pleyl, das Szenenbild Bertram Reiter und Juliane Gstättner, den Ton Peter Rösner und die Maske Danijela Brdar. Die Kostüme stammten von Lambert Hofer. Als  Green Film Consultant fungierte Jennifer Newrkla.
Titelgebend für den Film sind die gleichnamigen Plätzchen.

## Veröffentlichung
In der ZDF Mediathek wurde der Film am 17. November 2024 veröffentlicht, im ZDF wurde der Film am 16. Dezember 2024 erstmals ausgestrahlt.

## Rezeption

### Kritiken
Tilmann P. Gangloff vergab auf tittelbach.tv fünf von sechs Sternen. Der Film sei eine märchenhaft schöne, clever konzipierte, ziemlich witzige, sehr originelle und von den beiden Hauptdarstellerinnen famos gespielte Weihnachtswunderkomödie. Ein Notting Hill-Schluss sei die perfekte Krönung.
Oliver Armknecht bewertete den Film auf film-rezensionen.de mit sechs von zehn Punkten. Das Szenario der Fantasykomödie sei originell, die Witze seien es weniger. Obwohl dem Ganzen mehr Biss gutgetan hätte, sei das Ergebnis aber ganz nett und bringe etwas Versöhnliches mit sich.
Susanne Bald bezeichnete die Produktion auf prisma.de als erfrischend gespielten, originellen Film, der bestens unterhalte und mit zahlreichen Seitenhieben auf die altmodische Welt der Kitschromane und Heimatschmonzetten so einige Lacher bereithalte. Daneben behandle der Film durchaus ernsthaft den Mutter-Tochter-Konflikt.

### Quote
Die Erstausstrahlung am 17. Dezember 2024 im ZDF erreichte 3,48 Millionen Zuschauer bei einem Marktanteil von 13,9 Prozent.